# Sonny Boy Williamson and The Yardbirds
Sonny Boy Williamson and The Yardbirds è un live album della English blues rock band The Yardbirds, registrato al Crawdaddy Club di Richmond, Surrey, Gran Bretagna in data 8 dicembre 1963. Prodotto da Giorgio Gomelsky.

## Tracce

### Pubblicazione originale del 1966 in LP
- Tutte le tracce sono composte da Sonny Boy Williamson II; eccetto dove indicato

1. Bye Bye Bird (Williamson, Willie Dixon)
2. Mister Downchild
3. 23 Hours Too Long (Williamson, Eddie Boyd)
4. Out On The Water Coast
5. Baby Don't Worry
6. Pontiac Blues
7. Take It Easy Baby
8. I Don't Care No More
9. Do The Weston (instrumental)

## Formazione
- Sonny Boy Williamson II - voce, armonica a bocca

The Yardbirds
- Eric Clapton - chitarra
- Chris Dreja - chitarra
- Jim McCarty - batteria
- Paul Samwell-Smith - basso
- Keith Relf - battiti di mani, urla e battiti di piedi